# Alímedes Nelson
Alímedes Nelson (Buenos Aires, Argentina, 1910-Merlo, 13 de marzo de 1991) fue una actriz de cine y teatro argentina. Su esposo fue el mítico director de cine Francisco Mugica.

## Carrera
Alímedes Nelson fue una famosa actriz de la década de 1930 del cine y del teatro argentino. Damita joven de la productora Lumilton, tuvo varias intervenciones en la pantalla grande junto a destacadas figuras de la escena nacional como Elias Alippi, Arturo García Buhr, Sabina Olmos, Enrique Muiño, Alberto Bello, Niní Gambier, Tito Lusiardo, Alita Román y Pedro Quartucci, entre muchos otros.
En 1939 se casa con el director Francisco Mugica, con quien compartió alguno de sus films, por lo que se retira definitivamente del ambiente y se dedica a su familia. Vivieron juntos por más de cinco décadas hasta la muerte de Mugica en 1985.

## Filmografía
- 1938: Tres anclados en París
- 1938: Jettatore
- 1938: Mujeres que trabajan
- 1939: Así es la vida[3]

## Fallecimiento
La veterana actriz Alímedes Nelson falleció el 13 de marzo de 1991 de causas naturales en la localidad de Merlo, provincia de Buenos Aires. Pasó sus últimos años viuda y alejada del espectáculo. Sus restos descansan en al panteón de SADAIC de la Asociación Argentina de Actores del Cementerio de la Chacarita.
En 1988 había sido homenajeada junto con las actrices Niní Marshall, Alita Román Y Sabina Olmos por su contribución a la cultura nacional.